# Wandering Witch: The Journey of Elaina
Wandering Witch: The Journey of Elaina (яп. 魔女の旅々 мадзё но табитаби) — ранобэ, написанное Дзёги Сираиси с иллюстрациями Azure. SB Creative опубликовали 10 томов с 14 апреля 2016 года под своим импринтом GA Novel.
История была адаптирована в виде манги с иллюстрациями Ицуки Нанао, что выходит в онлайн-сервисе Manga Up! издательства Square Enix с 2018 года. Позже она была выпущена в виде одного тома. Со 2 октября по 18 декабря 2020 года проводилась премьерная трансляция аниме-сериала, созданного студией C2C.

## Сюжет
Впечатлённая историями о Нике, ведьме, которая путешествовала по миру, Элейна стремится повторить её путь. Её решение и стремление к становлению ведьмой помогает девушке стать самой юной ученицей, которая успешно сдала магический экзамен. Однако, пытаясь найти чародейку, которая продолжит обучать её и выдаст звание ведьмы, Элейна получает постоянные отказы из-за её необыкновенного таланта. По итогу героиня находит «Ведьму звёздной пыли» Флан, и та принимает её в ученики. Получив по окончании обучения титул «Ведьма пепла», Элейна начинает своё захватывающее приключение, посещая по пути различные места и знакомясь с большим количеством людей.

## Персонажи
Элейна (яп. イレイナ Ирэйна)
Сэйю: Каэдэ Хондо
Главная героиня, странствующая юная ведьма. Будучи ещё маленькой, Элейна была очарована серией книг «Приключение Ники», которая представляет собой сборник коротких историй, повествующих о приключениях ведьмы Ники по всему миру.
Флан (яп. フラン Фуран)
Сэйю: Кана Ханадзава
Более известна как «Ведьма звёздной пыли». Она является наставником Элейны из далёких земель. За её непринужденным отношением кроется невероятно могущественная и знатная ведьма. Самое важное, чему она научила Элейну, — это постоять за себя, а не просто терпеть плохое обращение в надежде, что всё получится. Она вместе с Шейлой была ученицей Ники.
Сайя (яп. サヤ)
Сэйю: Томоё Куросава
Ученица ведьмы из восточной страны. Полагаясь на поддержку других, она тайно украла ведьминскую брошь Элейны, а затем предложила ей убежище, пытаясь заставить её остаться с ней. Тем не менее, Элейна, в конце концов, догадалась об этом. Позже Сайя также становится полноценной ведьмой, принимая титул «Ведьма угля», чтобы её титул был максимально схож с титулом Элейны, и начинает работать под руководством Шейлы в Объединённой ассоциации магов. Влюблена в Элейну.
Шейла (яп. シーラ)
Сэйю: Ёко Хикаса
Известна как «Ведьма ночи». Она является членом Объединённой ассоциации магов, которая расследует неправомерное использование магии, а также наставником Сайи и Мины. Она вместе с Флан была ученицей Ники.
Мина (яп. ミナ)
Сэйю: Минами Таканаси
Младшая сестра Сайи. Хоть она и кажется суровой и отстранённой, на самом деле у неё есть сестринский комплекс. Сёстры разошлись, когда Мина начала работать под руководством Шейлы в Объединённой ассоциации магов, став полноценной ведьмой, в то время как Сайя ещё была ученицей. Она завидует близости Элейны и Сайи.

## Медиа

### Ранобэ
История была написана Дзёги Сираиси и изначально опубликована на сервисе Amazon Kindle в 2014 году, но продажи у неё были низкие. Сираиси начал рекламировать её на доске VIP 2channel и привлек внимание. С этого момента издатель SB Creative начал издавать ранобэ под своим импринтом GA Novel в апреле 2016 года с иллюстрациями Azure.

### Манга
Адаптация в виде манги с иллюстрациями Ицуки Нанао начала выходить в ноябре 2018 года в приложении для смартфонов и на сайте Manga Up! издательства Square Enix, которое опубликовало первый том серии в апреле 2019 года.

### Аниме
Об экранизации в виде аниме-сериала было объявлено в прямом эфире для события GA Fes 2019 19 октября 2019 года. Сериал создавался на студии C2C под контролем режиссёра Тосиюки Кубооки по сценарию Кадзуюки Фудэясу, за дизайн персонажей отвечал Такэси Ода. Завершающую композицию в сериале Haiiro no Saga исполнила ChouCho. Премьера сериала состоялась 2 октября 2020 года.

## Критика
Ранобэ заняло 9 место в 2018 году в ежегодном гайде Kono Light Novel ga Sugoi! издательства Takarajimasha в категории танкобон. В 2019 году оно заняло уже 6 место, как и в 2020.

## Примечание
1. 1 2  Wandering Witch - The Journey of Elaina Light Novels Get TV Anime. Anime News Network (19 октября 2019). Дата обращения: 19 октября 2019. Архивировано 31 марта 2021 года.
2. 1 2  Wandering Witch - The Journey of Elaina TV Anime's 2nd Video Unveils More Cast, Ending Song Artist, October Debut. Anime News Network (3 июля 2020). Дата обращения: 3 июля 2020. Архивировано 7 января 2021 года.
3. ↑  Kono Light Novel ga Sugoi! Reveals 2018 Series Ranking. Anime News Network (24 ноября 2017). Дата обращения: 18 октября 2019. Архивировано 14 февраля 2018 года.
4. ↑  Kono Light Novel ga Sugoi! Reveals 2019 Series Ranking. Anime News Network (23 ноября 2018). Дата обращения: 18 октября 2019. Архивировано 24 ноября 2018 года.
5. ↑  Kono Light Novel ga Sugoi! Reveals 2020 Series Ranking. Anime News Network (25 ноября 2019). Дата обращения: 15 февраля 2020. Архивировано 13 сентября 2021 года.